# Myma
Myma (μύμα o μῦμα, τό) era un plato de carne griego antiguo que incorporaba sangre animal. En sus Deipnosophists (662d, o XIV, 82), el retórico y gramático griego del siglo II Ateneo cita recetas de Artemidoro y Epeneto, autores de libros de cocina que vivieron en el período helenístico.
Ateneo indicaː "tal comida es ahora el myma, que yo, mis amigos, les traigo; acerca del cual Artemidorus, el alumno de Aristófanes, habla en su Diccionario de Cocina, diciendo que está preparado con carne y sangre, con la adición también de una gran cantidad de condimentos. Epeneto, en su tratado sobre la cocina, dice lo siguiente":
″Un myma de cualquier animal de sacrificio, o pollo, debe hacerse cortando finamente la carne magra, picando el hígado y los despojos con sangre y aromatizando con vinagre, queso fundido, silfio, comino, hojas de tomillo, semillas de tomillo hisopo romano, hoja de cilantro, semilla de cilantro, cebolla galesa, cebolla frita pelada (o semilla de amapola), pasas (o miel) y las semillas de una granada ácida. También puede usarlo como condimento″.
Mark Grant da una interpretación moderna de la receta de Epeneto.